# 希庇亚
厄利斯的希庇亚（希臘語：Ἱππίας)，又译希庇阿斯，古希腊智者学派的一员，他教授诗歌、语法、历史、政治和数学等多方面知识，享有博学多才的名声。对他的记载多数来自于柏拉图的两篇对话录《大希庇亚篇》和《小希庇亚篇》，柏拉图在其中将他描绘成一个自大的人。

## 生平
希庇亚于公元前五世纪中叶生于厄利斯，略晚于同时代的普罗泰戈拉和苏格拉底，苏格拉底去世时他还活着。他是赫格西达默斯（Hegesidamus）的门徒。由于他的能力和才华，他的拥护者们推举他担任了多项政治任务，乃至出使斯巴达的外交使命。他也像其他雄辩家一样受人尊敬。他在希腊的各个城邦和地区旅行，为的是教授和公开宣传雄辩术。柏拉图对话中的两篇《大希庇亚篇》和《小希庇亚篇》将他描绘成一个自负乃至自大的人物。《大希庇亚篇》讨论了美的问题，有意展现希庇亚的知识和傲慢。《小希庇亚篇》讨论了我们知识的弱点，讽刺般地将其塑造成一个自大的人。

## 著作

使用希庇亚割圆曲线的装置

希庇亚是一个知识渊博的人，他不仅通晓修辞学、哲学、政治学还精通诗歌、音乐、数学、美术和雕塑。他还宣称自己具有日常生活的一些技能，常常夸耀自己的一身穿着均是自己亲手打造，比如印章、斗篷和鞋子。另一方面，他的知识往往显得过于肤浅，他不愿意深入到知识的某一领域，而只是进行大而化之的了解，这使得他缺少对所谈论知识的彻底深入了解。这种自大和无知，招致了柏拉图对他的攻击。然而希庇亚名气很大，并对上流社会的年轻人的教育有很大影响，希庇亚在数学上的贡献是希庇亚割圆曲线，他试图用它解决三等分角问题。
希庇亚的辩才让他发表过一些伟大的演讲，柏拉图记载说他曾自大的宣扬他将前往奥林匹亚，在那里面对集会的希腊人根据提出的任何题目发表即兴演讲。斐洛斯特拉图实际上曾在奥林匹亚发表过类似的演讲，造成了巨大轰动。希庇亚也可能做过类似演讲，但没有文稿流传下来。柏拉图说希庇亚不仅著有关于史诗、悲剧、酒神赞歌的演讲稿，还涉及语法、音乐、韵律、合唱以及其他领域。他看起来热衷于选择古文物研究和神秘主题来做演讲。埃特纳奥斯曾提到了希庇亚的一个叫《犹太人》的剧本，但已失传。他的一首短诗被保萨尼亚斯记载，得以流传。

## 自然法
希庇亚被认为提出了自然法的概念。按照希庇亚的说法，由于自然法是普遍的，绝不应该废除它。希庇亚将自然法看作是参与者在没有预先调解下所形成了一种习惯约定。他认为这种状态的精华在于彼此无法确分，于是就按照对自身的理解去理解别人。出于这种心理，他们将会像一个毫无异议的社会去考虑和对待他人。这一思想通过犬儒主义和斯多葛主义的改造，成为罗马法的基石。除去自然法之外，希庇亚认为傲慢是人际关系的原则，他使用这一原则进行教学和获取各种事实，避免被人驳倒或是名声受损。